# Euphorbia armstrongiana
Euphorbia armstrongiana är en törelväxtart som beskrevs av Pierre Edmond Boissier. Euphorbia armstrongiana ingår i släktet törlar, och familjen törelväxter. Inga underarter finns listade i Catalogue of Life.